# Tropidocephala flava
Tropidocephala flava är en insektsart som beskrevs av Melichar 1914. Tropidocephala flava ingår i släktet Tropidocephala och familjen sporrstritar. Inga underarter finns listade i Catalogue of Life.